# Pavel Mamaïev
Pavel Konstantinovitch Mamaïev (en russe : Павел Константинович Мамаев), né le 19 septembre 1988 à Moscou, est un footballeur russe jouant pour le FK Khimki en tant que milieu de terrain.

## Biographie
Il commence sa carrière à 16 ans avec le Torpedo Moscou. À 17 ans il participe au Championnat d'Europe de football des moins de 19 ans de 2007.
En été 2007, il arrive au CSKA Moscou où il fait ses débuts le 29 juillet 2007 contre le FK Khimki (0-0).
Son premier but pour le CSKA est marqué à la 50e minute du match contre le Saturn Ramenskoïe le 10 août 2008 (victoire 4 - 0).
Le 31 mai 2009, en finale de la Coupe de Russie, il est expulsé à la 13e minute.
Le 11 octobre 2018, Pavel Mamaïev et Aleksandr Kokorin ont été placés en détention provisoire pour deux mois après les agressions dont ils sont accusés ils risqueraient jusqu'à cinq ans de prison les clubs dont ils jouaient ont promis qu'ils allaient suspendre leur contrat à vie.
Le 6 mai 2019, il est condamné à un an et six mois de prison ferme par le parquet russe. Il dira aux inspecteurs " Ma carrière est comme les menottes, courte et derrière".
Le 17 septembre 2019, lui et Aleksandr Kokorin sont libérés de prison pour bonne conduite. Le contrat de Mamaïev avec Krasnodar est officiellement résilié quelques jours plus tard. Il ne reste cependant pas libre très longtemps, rejoignant le FK Rostov dès le 28 septembre dans le cadre d'un contrat de deux ans.

## Statistiques
| Saison                | Club                  | Championnat           | Championnat | Championnat | Coupe(s) nationale(s) | Coupe(s) nationale(s) | Compétition(s) continentale(s) | Compétition(s) continentale(s) | Compétition(s) continentale(s) | Total | Total |
| Saison                | Club                  | Division              | M.          | B.          | M.                    | B.                    | Comp.                          | M.                             | B.                             | M.    | B.    |
| 2005                  | Torpedo Moscou        | D1                    | 13          | 0           | 2                     | 0                     | -                              | -                              | -                              | 15    | 0     |
| 2006                  | Torpedo Moscou        | D1                    | 27          | 3           | 4                     | 1                     | -                              | -                              | -                              | 31    | 4     |
| 2007                  | Torpedo Moscou        | D2                    | 4           | 0           | 2                     | 0                     | -                              | -                              | -                              | 6     | 0     |
| Sous-total            | Sous-total            | Sous-total            | 44          | 3           | 8                     | 1                     | -                              | -                              | -                              | 52    | 4     |
| 2007                  | CSKA Moscou           | D1                    | 4           | 0           | -                     | -                     | C1                             | 1                              | 0                              | 5     | 0     |
| 2008                  | CSKA Moscou           | D1                    | 17          | 2           | 2                     | 0                     | C3                             | 5                              | 0                              | 24    | 2     |
| 2009                  | CSKA Moscou           | D1                    | 28          | 2           | 3                     | 0                     | C3+C1                          | 3+6                            | 0                              | 40    | 2     |
| 2010                  | CSKA Moscou           | D1                    | 27          | 0           | 2                     | 0                     | C1+C3                          | 4+6                            | 0                              | 39    | 0     |
| 2011-2012             | CSKA Moscou           | D1                    | 33          | 1           | 6                     | 0                     | C3+C1                          | 3+7                            | 0                              | 49    | 1     |
| 2012-2013             | CSKA Moscou           | D1                    | 19          | 1           | 4                     | 2                     | -                              | -                              | -                              | 23    | 3     |
| 2013-2014             | CSKA Moscou           | D1                    | -           | -           | 1                     | 0                     | -                              | -                              | -                              | 1     | 0     |
| Sous-total            | Sous-total            | Sous-total            | 128         | 6           | 18                    | 2                     | -                              | 35                             | 0                              | 181   | 8     |
| 2013-2014             | FK Krasnodar          | D1                    | 21          | 4           | 3                     | 1                     | -                              | -                              | -                              | 24    | 5     |
| 2014-2015             | FK Krasnodar          | D1                    | 21          | 4           | 1                     | 0                     | C3                             | 4                              | 0                              | 26    | 4     |
| 2015-2016             | FK Krasnodar          | D1                    | 29          | 10          | 4                     | 1                     | C3                             | 11                             | 6                              | 44    | 17    |
| 2016-2017             | FK Krasnodar          | D1                    | 12          | 1           | 1                     | 0                     | C3                             | 3                              | 0                              | 16    | 1     |
| 2017-2018             | FK Krasnodar          | D1                    | 19          | 3           | 1                     | 1                     | C3                             | 3                              | 1                              | 23    | 5     |
| 2018-2019             | FK Krasnodar          | D1                    | 10          | 3           | 1                     | 0                     | C3                             | 2                              | 0                              | 13    | 3     |
| Sous-total            | Sous-total            | Sous-total            | 112         | 25          | 11                    | 3                     | -                              | 23                             | 7                              | 146   | 35    |
| 2019-2020             | FK Rostov             | D1                    | 7           | 2           | -                     | -                     | -                              | -                              | -                              | 7     | 2     |
| 2020-2021             | FK Rostov             | D1                    | 13          | 2           | -                     | -                     | -                              | -                              | -                              | 13    | 2     |
| 2021-2022             | FK Rostov             | D1                    | 6           | 0           | -                     | -                     | -                              | -                              | -                              | 6     | 0     |
| Sous-total            | Sous-total            | Sous-total            | 26          | 4           | -                     | -                     | -                              | -                              | -                              | 26    | 4     |
| 2021-2022             | FK Khimki             | D1                    | 1           | 0           | -                     | -                     | -                              | -                              | -                              | 1     | 0     |
| Total sur la carrière | Total sur la carrière | Total sur la carrière | 311         | 38          | 37                    | 6                     | -                              | 58                             | 7                              | 406   | 51    |

1. ↑  En prêt jusqu'en décembre 2013.

## Palmarès
CSKA Moscou
- Champion de Russie en 2013.
- Vainqueur de la Coupe de Russie en 2008, 2009 et 2013.
- Vainqueur de la Supercoupe de Russie en 2009.